# Barbote
Barbote (nep. बरबोटे) – gaun wikas samiti we wschodniej części Nepalu w strefie Meći w dystrykcie Ilam. Według nepalskiego spisu powszechnego z 2001 roku liczył on 1166 gospodarstw domowych i 5865 mieszkańców (2922 kobiet i 2943 mężczyzn).